# ألبة

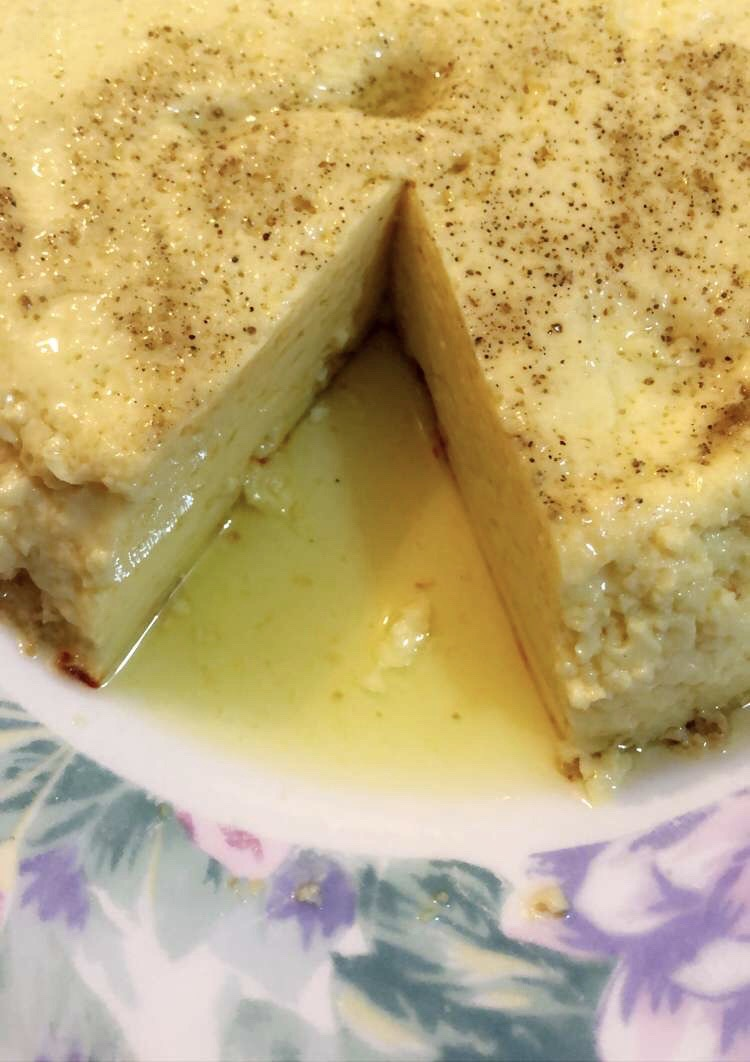
صورة لحلوى الألبة.

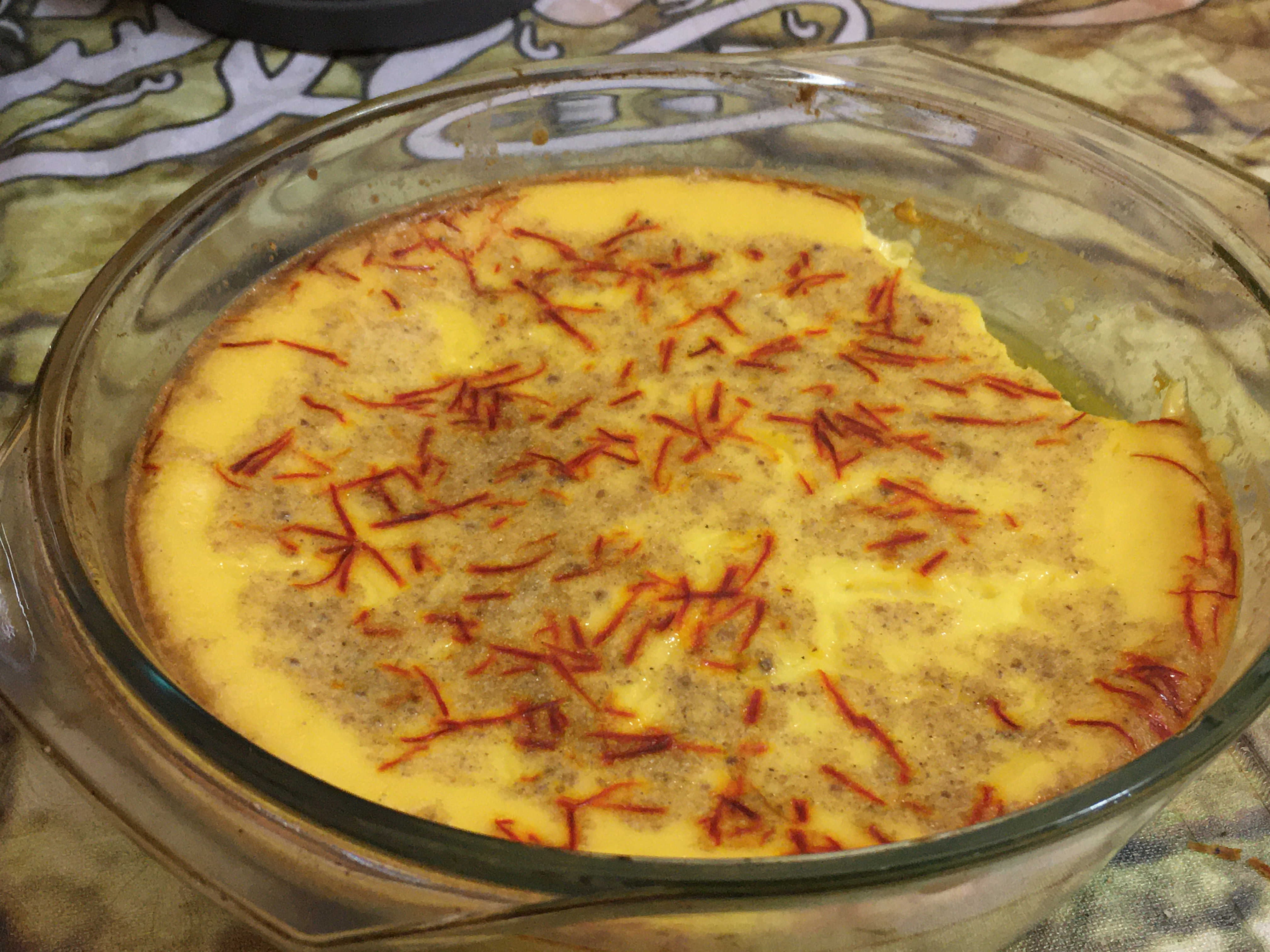
صورة لحلوى الألبة.

حلوى الألبة هي حلوى خليجية قديمة تصنف من الحلويات الباردة، ويفضل اكلها في الصيف وتشتهر بأكلها في رمضان تحتوي على الحليب، المكسرات، القشطة، الكريمة، البيض و الزعفران.

## مناسبات تقديمها
يفضل دائماً تقديمها في رمضان مع القهوة العربية لكونها من الحلويات الباردة و تقدم أيضًا في موسم الصيف.